# Ronnie Ball
Ronald Ball, dit Ronnie, est un pianiste britannique, né à Birmingham le 22 décembre 1927 et mort à New York en 1984.

## Biographie
Ronnie Ball se produit en concert dès ses 15 ans à Birmingham.
Il déménage à Londres en 1948, à 21 ans. Il joue avec Cab Kaye, Tony Kinsey ou Reggie Goff, ainsi que dans son propre trio. Pianiste du trio du club Studio 51, il accompagne à peu près tous les jazzmen britanniques. Ronnie Ball a enregistré avec Ronnie Scott et Harry Klein au début des années 1950, tout en dirigeant ses propres groupes.
Il est pianiste sur le Queen Mary lors des traversées transatlantiques.
En 1952, il déménage à New York, où il étudie avec Lennie Tristano, tout en continuant à jouer sur le Queen Mary.
Il a également joué avec Chuck Wayne, Dizzy Gillespie, Lee Konitz, Kenny Clarke, Hank Mobley, Art Pepper, Warne Marsh, Buddy Rich, Kai Winding, Gene Krupa, Roy Eldridge et Chris Connor.

## Discographie partielle

### En tant que leader
- 1951 : Shaw 'Nuff/Blue Room[3] (Esquire 10-202)
- 1951 : Excavation/Liza (Esquire 10-242)
- 1952 : Thou Swell/Sometimes I'm Happy (Esquire 10-226)
- 1952 : Cu-Ba/Negotiation (Esquire 10-236)
- 1956 : All About Ronnie (Savoy MG 12075)

### En tant que sideman
Avec Spike Robinson
- 1951 : The Guv'nor (Spike Robinson With Tommy Pollard's Downbeat Five & Victor Feldman, sorti en 1986, Esquire)

Avec Lee Konitz
- 1954 : Lee Konitz at Storyville (en) (Storyville)
- 1954 : Konitz (en) (Storyville)
- 1954 : Lee Konitz in Harvard Square (en) (Storyville)
- 1955 : Lee Konitz with Warne Marsh (Atlantic Records)

Avec Mike Cuozzo
- 1955 : Mighty Mike Cuozzo (Savoy Records)

Avec Warne Marsh
- 1955 : Lee Konitz with Warne Marsh (Atlantic Records)
- 1956 : Jazz of Two Cities (en)
- 1956 : Art Pepper with Warne Marsh
- 1957 : Music for Prancing, Mode Records, MOD-LP #125
- 1958 : Warne Marsh (en) (Atlantic)

Avec Art Pepper
- 1956 : What's New

Avec Spike Robinson
- 1956 : Prez Sez
- 1956 : Circus Season

Avec Ted Brown
- 1956 : Free Wheeling (The Ted Brown Sextet Featuring Warne Marsh And Art Pepper, Vanguard)

Avec Sahib Shihab
- 1956 : Complete Sextets Sessions 1956 - 1957 (Fresh Sound Records)

Avec Buddy Rich
- 1958 : Buddy Rich In Miami (Verve Records )

Avec Gene Krupa
- 1958 : Big Noise From Winnetka - Gene Krupa At The London House (Verve Records)

Avec Roy Eldridge
- 1960 : Swingin' on the Town (en) (Verve)

Avec Peter Ind
- 1960 : Looking Out (Esquire)

Avec Teddy Edwards
- 1960 : Sunset Eyes (en) (Pacific Jazz)

Avec Kenny Dorham
- 1961 : Hot Stuff From Brazil (sorti en 1990, West Wind)

Avec Chris Connor
- 1962 : Free Spirits (Atlantic)
- 1963 : At The Village Gate (FM)